# Emilio Covelli
Emilio Covelli, né le 5 août 1846 à Trani et mort le 15 août 1915 à Nocera Inferiore, est un membre de la Fédération italienne de l'Association internationale des travailleurs (Première Internationale) et précurseur du communisme libertaire.
Au début des années 1870, avec Carlo Cafiero, il introduit la pensée marxiste en Italie. Tous deux partagent la même aversion vis-à-vis de l'autoritarisme marxiste sans pour autant répudier la critique du capitalisme.

## Biographie
Lors de ses études dans une école religieuse, il se lie avec Carlo Cafiero.
Il poursuit des études de droit à l'Université de Naples puis à Heidelberg et à Berlin sous la direction de Eugen Dühring.
Il s'intéresse à l'économie politique et au socialisme utopique de Saint-Simon, Charles Fourier et Robert Owen.
En 1871, il est le premier italien à commenter Le Capital de Karl Marx dans les colonnes de la Rivista Partenopea,,.
En 1874, il adhère à l'Association internationale des travailleurs avec Carlo Cafiero et Errico Malatesta.
En 1875, participe à reconstitution de la section napolitaine dissoute par la police en 1871. Il collabore au journal La Campana.
En 1877, il crée le journal L'Anarchia. Les premiers numéros sont saisis par la police.
La même année, il est accusé de complicité avec le mouvement insurrectionnel du Matese (proclamation du communisme libertaire, titres de propriétés brûlés, etc.),, arrêté puis libéré.
En 1879, il est à nouveau assigné devant le tribunal de Gênes où il est acquitté.
Libéré, il se réfugie en France où il retrouve Carlo Cafiero à Paris. Ils rejoignent Londres et publient ensemble, le 17 novembre 1880, le journal Redattori della Lotta !.
En 1881 en Suisse, il publie à Genève la revue I Malfattori (Les Malfaiteurs).
À partir de 1885, il donne des signes de maladie psychiatrique. Il meurt en 1915 à l'asile de Nocera Inferiore.

## Notices
- L'Éphéméride anarchiste : notice biographique.
- (en) Libcom : notice biographique.
- (it) Chantier biographique des anarchistes en Suisse : notice biographique.
- (ca) Estel Negre : notice biographique.